# سند (علم الحديث)
السند أو الإسناد(1) في سياق علم الحديث هو سلسلة الرواة الذين نقلوا الحديث واحدا عن الآخر، حتى يبلغوا به إلى قائله، بعبارة أخرى فالسند هو الطريق الموصل إلى متن الحديث، والسند في اللغة: ما ارتَفع من الأَرض في قُبُل الجبل أَو الوادي، والسند: المعتمد، وسمي كذلك لأن الحديث يستند إليه ويعتمد عليه.

## أهمية السند
يُمثل البحث في السند أحد الدعائم الأساسية لعلم الحديث، ويوصل إلى الهدف الأسمى والغرض المطلوب من هذا العلم ألا وهو تمييز الحديث المقبول من المردود. ولذا اختص السند بشروط معينة ليكون الحديث الصحيح، ولذلك قيل فيه أن «الإسناد من الدين ولولا الإسناد لقال من شاء ما شاء»، وأفرد له الإمام مسلم باب سماه «باب بيان أن الإسناد من الدين وأن الرواية لا تكون إلا عن الثقات وأن جرح الرواة بما هو فيهم جائز، بل واجب وأنه ليس من الغيبة المحرمة، بل من الذب عن الشريعة المكرمة».

## شروط صحة السند
يشترط للحكم بصحة السند شروط وهي:
1. اتصال السند
2. عدالة كل راو من رواة السند
3. ضبط كل راو من رواة السند
4. سلامة السند من الشذوذ
5. سلامة السند من العلة

فإذا استوفي السند هذه الشروط صار سندا صحيحا، ويبقي استيفاء المتن لشروط الصحة حتى يُحكم على الحديث بالصحة.

## أقسام السند
يُقسم السند بشكل عام إلى قسمين رئيسيين وهما:

### السند المتصل
السند المتصل هو السند الذي فيه كل راو من رواته أخذ الرواية ممن فوقه حتى ينتهي إلى قائله، دون أن يسقط بينهم أحد الرواة، ويُمثل الاتصال أحد شروط صحة السند.
- مثله:

فنجد أن سند هذا الحديث قد نقل كل راو من رواته عمن يليه حتى وصل إلى رسول الله ﷺ، فهو على الشكل التالي:
وقد تُستخدم بعض المصطلحات في سياق السند المتصل لتُفيد مع اتصال السند وصفا آخر لهذا السند، كوصف عارض له أو كوصف بيان كيفية الاتصال، ومن هذه المصطلحات:

#### المسند
يُفيد مصطلح الحديث المسند أن السند متصل، وأن الحديث مرفوع (أي أن القائل هو رسول الله ﷺ)، ومثاله الحديث السابق، والحديث المسند يكون على الشكل التالي:

#### سلسلة الذهب
سلسلة الذهب تشير لأصح الأسانيد على الإطلاق، ويرى البخاري أن أصح الأسانيد ما رواه مالك عن نافع عن ابن عمر، ومثاله الحديث السابق، وفي ذلك يقول العراقي في ألفيته:

#### السند العالي والسند النازل
يُفيد مصطلح السند العالي اتصال السند وقلة عدد رواته، أي قرب المسافة من رسول الله ﷺ. 
- مثله:

فهنا نري أنه قد توسط بين البخاري وبين النبي ﷺ ثلاثة رواة فقط فهو حديث عال.
وعكسه مصطلح السند النازل الذي يُفيد اتصال السند وكثرة عدد رواته، أي بعد المسافة عن رسول الله ﷺ.

#### السند المسلسل
مصطلح السند المسلسل يُفيد أن السند متصل، وأن الرواة تناقلوا الرواية عن بعضهم البعض بهيئة تحاكي هيئة النبي ﷺ أثناء قوله، وذلك يقوي معنى الاتصال في الحديث، إذ أنهم لم يقتصروا على نقل نص كلام النبي، وإنما تجاوزه لنقل هيئته أثناء كلامه.
- مثله:

فكان كل واحد من الرواة عندما يروي هذا الحديث لمن بعده كان يشبك بين أصابعه كما فعل النبي ﷺ، فهذا حديث مسلسل بفعل تشبيك الرواي بين أصابعه، لأن الرواة تناقلوا الرواية بلفظ رسول الله ﷺ وبمحاكاة هيئة النبي ﷺ أثناء قوله. وألف السيوطي في هذا الباب كتاب «المسلسلات الكبرى» و«جياد المسلسلات».

#### السند المعنعن والسند المؤنن
يُفيد مصطلح السند المعنعن أن السند متصل، وأن لفظ الأداء المستخدَم فيه هو «عن»، فيُقال: فلان عن فلان، ويُشترط في السند المعنعن لقاء الراوي لمن روى عنه بالعنعنة، وبراءة الراوي من التدليس.
- مثله:

أما مصطلح السند المؤنن فيُفيد أن السند متصل، وأن لفظ الأداء المسُتخدم فيه هو «أن»، فيقال فيه: روى فلان أن فلانا قال...، وهو كالحديث المعنعن، ومثاله:
- مثله:

#### المزيد في متصل الأسانيد
مصطلح المزيد في متصل الأسانيد يُفيد أن السند متصل، وأن هذا السند قد ذُكر فيه راو لم يُذكر في غيره من الأسانيد.
- مثله:

وإدراج سفيان وأبا إدريس في هذا الإسناد زيادة ووهم، لأن جماعة من الثقات رووا هذا الحديث بالسند التالي:
وقد ألف الخطيب البغدادي في هذا الباب كتابه «تمييز المزيد في متصل الأسانيد».

### السند المنقطع
السند المنقطع هو السند الذي سقط منه أحد رواته، فكل سند لا يتصل رواته فهو منقطع، وعليه يكون المنقطع أصلا عاما يندرج تحته أنواعا، وقد جعله بعض المتأخرين قسما خاصا.
- مثله:

وقد ورد في هذا السند أن الحسن البصري رَوَى عن عمر بن الخطاب، وبالنظر إلى أن الحسن وُلد سنة (21هـ)، وعمر مات أواخر (23هـ)، أو أول (24هـ)، فلا يمكن للحسن أن يسمع من عمر، فيكون السند كما يلي:
وقد تُستخدم بعض المصطلحات في سياق السند المنقطع لتُفيد بجانب الانقطاع تحديدا لمكان هذا الانقطاع، ومن هذه المصطلحات:

#### السند المعضل
السند المعضل هو الذي سقط من أثناء سنده راويان على التوالي.
- مثله:

فهنا نرى أنه قد سقط من رواة السند بين مالك وبين النبي ﷺ رجلان على الأقل، التابعي والصحابي، فهو حديث معضل، (كما أنه يصلح أن يسمى معلقا لأن السقط وقع في أول السند)، وهو على الشكل التالي:

#### السند المرسل
السند المرسل هو ما رواه التابعي عن رسول الله ﷺ مباشرة دون راو بينهما، فيكون قد رفع الحديث لرسول الله ﷺ دون أن يذكر الصحابي الذي رَوى عنه، فيكون موضع الانقطاع بين التابعي وبين رسول الله ﷺ.
- مثله:

ولأن مجاهد هو أحد التابعين ولم يدرك النبي ﷺ ولم يذكر اسم الراوي بينه وبين النبي ﷺ فيكون الحديث مرسلا ويكون على الشكل التالي:

##### المرسل الخفي
وهو الحديث الذي رواه راو عن راو آخر في عصره لكنه لم يلقاه ولم يسمع منه، ولذا فهو سند منقطع، إلا أن انقطاعه انقطاعا خفيا، لأن التعاصر بين الراويين يُوهم مظنة اللقاء بينهما ومن ثم يُهم اتصال السند.
- مثله:

فهذا الإسناد ظاهره الاتصال، لأن يونس بن عبيد أدرك نافعا وعاصره معاصرة حتى عد فيمن سمع من نافع، لكن أئمة النقد قالوا إنه لم يسمع منه، فهو من المرسل الخفي.

#### السند المعلق
السند المعلق هو ما حُذف مبتدؤه (بدايته أو أوله)، سواء كان المحذوف راو واحدا أو أكثر من راو على التوالي، ولو إلى آخر السند، وسُمي هذا النوع معلقا لأنه بحذف أوله صار كالشيء المعلق من الأعلى بالسقف.
- مثله:

فهنا نرى أن الترمذي قد أسقط كل رجال الإسناد من أوله حتى آخره.

## هامش
- 1 السند والإسناد قد يطلق أحدهما على الآخر[7]